# أنجوس ليني
أنجوس لينى (بالإنجليزية: Angus Lennie)‏ (و. 1930 – 2014 م) هو ممثل مسرحي، وممثل أفلام اسكتلندي، ولد في غلاسكو، توفي في لندن، عن عمر يناهز 84 عاماً، بسبب مرض.

## التعليم
تعلم في Eastbank Academy ‏.

## وصلات خارجية
- أنجوس لينى على موقع IMDb (الإنجليزية)
- أنجوس لينى على موقع قاعدة بيانات الأفلام السويدية (السويدية)
- أنجوس لينى على موقع قاعدة بيانات الفيلم (الإنجليزية)

- أنجوس ليني في قاعدة بيانات الأفلام على الإنترنت